# Равикович, Шломо
Шломо Равикович (ивр. שלמה רביקוביץ'‎; 25 февраля 1899, Бобруйск — 17 мая 2000, Израиль) — израильский агроном

. Лауреат Государственной премии Израиля.

## Биография
Родился в Бобруйске в семье торговца железо-скобяными товарами Мовши Залмановича Равиковича и Ципоры Дойна. Изучал сельское хозяйство в Таврическом университете в Крыму, но был вынужден прервать учёбу из-за эмиграции в Палестину. Работал в качестве младшего научного сотрудника в сельскохозяйственной исследовательской станции. В тридцатые годы уехал учиться в США, где в 1938 закончил Ратгерский университет.
С 1942 года — доцент кафедры первичного сельского хозяйства Еврейского университета. С 1957 года — профессор кафедры наук о Земле. Занимал пост декана факультета сельского хозяйства в Еврейском университете (1951—1958). В 1967 году вышел в отставку.

## Признание
В 1984 был удостоен Государственной премии Израиля.